# معماری بوم‌شناختی

طرح مفهومی برای پیشنهاد NOAH (نیواورلئان برای زیستگاه معماری بوم‌شناختی)، طراحی‌شده توسط E. Kevin Schopfer

معماری بوم‌شناختی یا بوم سازه (به انگلیسی: Arcology)، مجموعه‌ای از «معماری» و «بوم‌شناسی»، زمینه‌ای برای ایجاد اصول طراحی معماری برای زیستگاه‌های انسانی بسیار انبوه و دارای پیامد زیست‌محیطی کم است. کاربرد آن در داستان‌های علمی‌تخیلی این اصطلاح را سر زبان‌ها انداخت. یکی از معروفترین اشارات به این مفهوم در سه گانه اسپرال (نورومانسر، کنت زیرو و مونالیزا اوردرایو) نوشته ویلیام گیبسن در ژانر سایبرپانک صورت گرفته است. مترجم نورومانسر، آرش طهماسبی، در واژه نامه ای که برای این رمان تهیه کرد، معادل «بوم سازه» را پیشنهاد داده است. 
معماری بوم‌شناختی برای کاهش پیامد انسان بر منابع طبیعی پیشنهاد شد. الگوهای معماری بوم‌شناختی ممکن است تکنیک‌های شناخته‌شده ساختمانی و مهندسی عمران را در پروژه‌های بسیار بزرگ، اما عملی به‌منظور دستیابی به صرفه‌جویی در مقیاس عابر پیاده به کار گیرند که ثابت کرده‌اند، پس از خودرو، به روش‌های دیگر دشوار است.

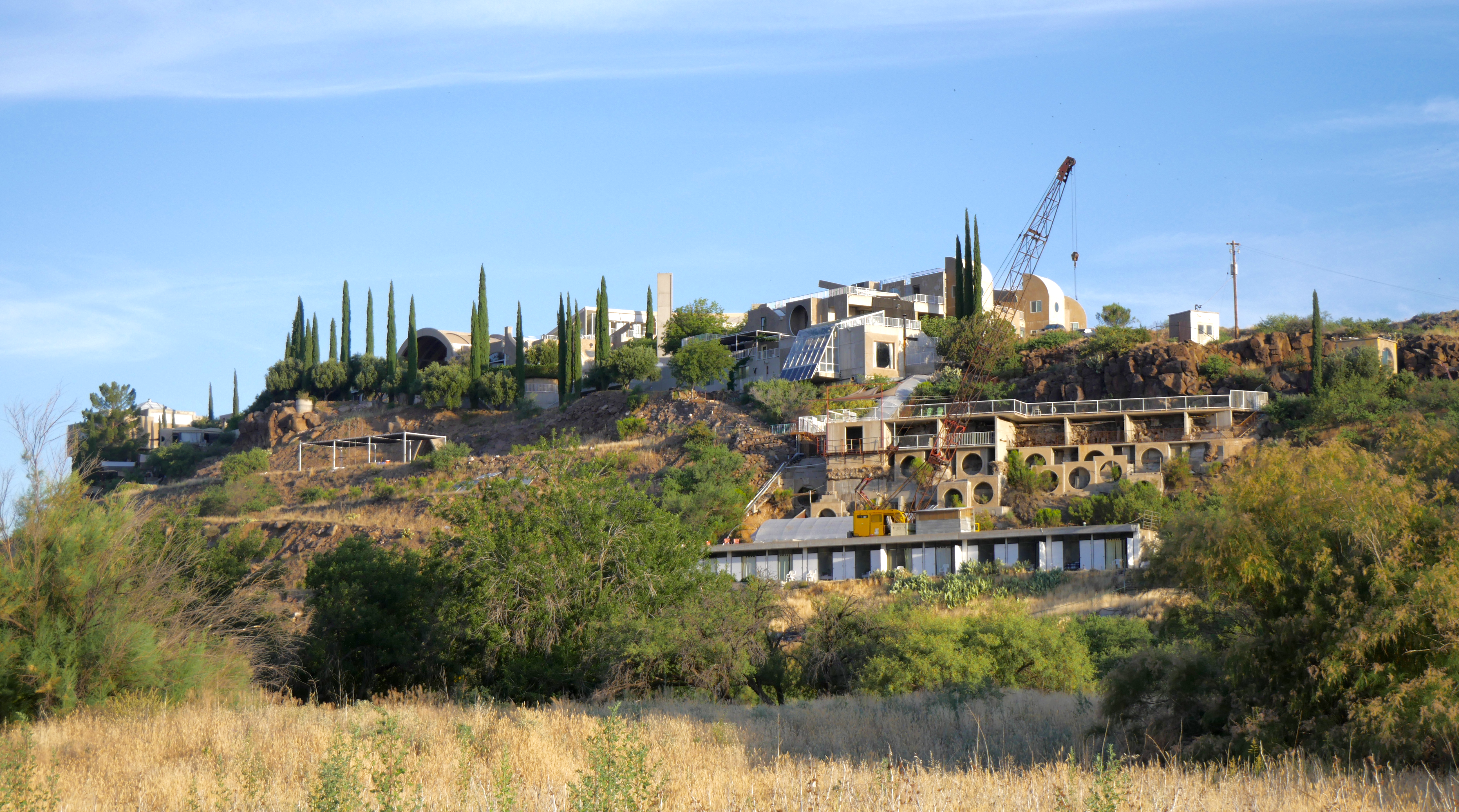
شهر آرکوسانتی

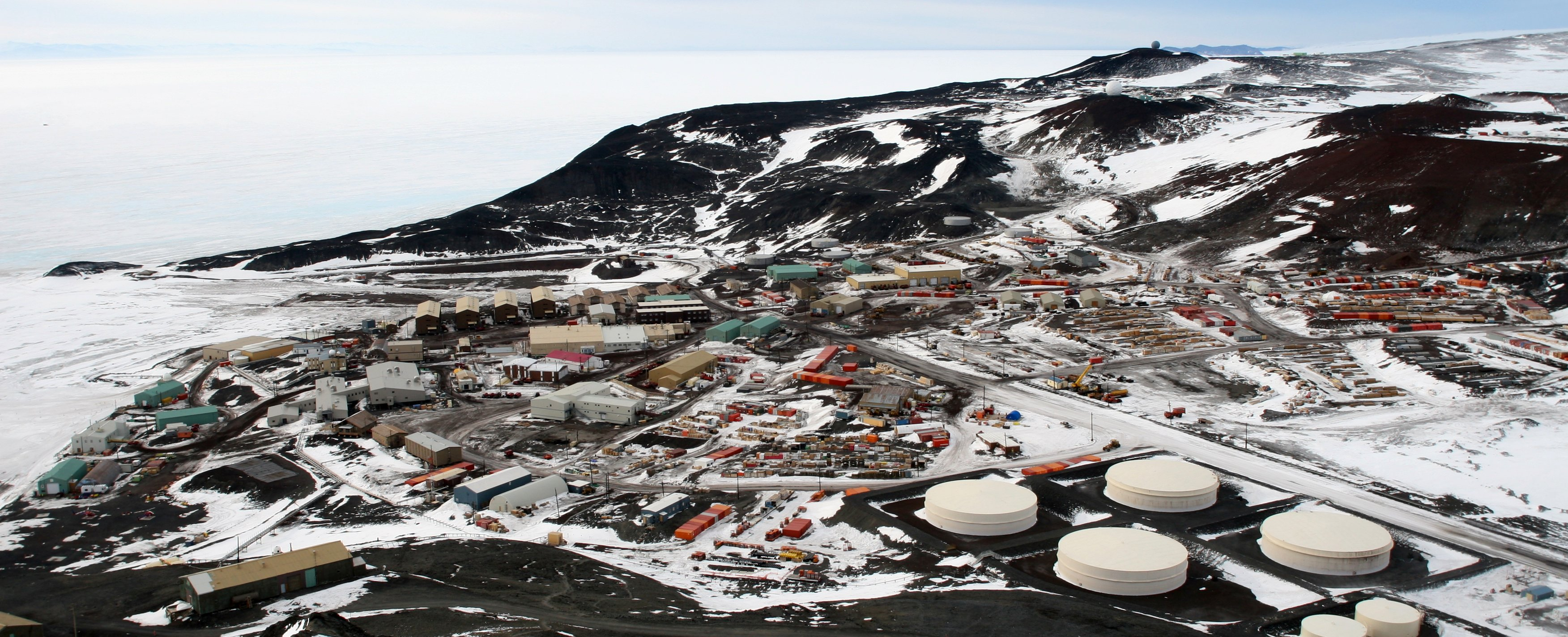
ایستگاه مک موردو